# Apechocinus
Apechocinus is een geslacht van kreeftachtigen uit de klasse van de Malacostraca (hogere kreeftachtigen).

## Soort
- Apechocinus streptophallus Ng & Chuang, 1996